# UE Extremenya
UE Extremenya is een voetbalclub uit Andorrese parochie La Massana. De club speelde in het seizoen 2005/06 voor het laatst in de Lliga de Primera Divisió, de hoogste divisie in Andorra.
De club werd in 1998 opgericht als Francfurt Cerni, veranderde in 2002 de naam in FC Cerni en in 2003 werd de huidige naam UE Extremenya aangenomen. In 2022 werd voor het eerst de bekerfinale van Andorra gehaald. Daarin werd met 1-4 het onderspit gedolven tegen Atlètic Club d'Escaldes.

## Eindklasseringen vanaf 1999
| 9 |

| 6 |

| 5 |

| 2 |

| 8 |

| 6 |

| 2 |

| 8 |

| 5 |

| 2 |

| 4 |

| 2 |

| 4 |

| 2 |

| 8 |

| 6 |

| 8 |

| 4 |

| 0 |

| 0 |

| 9 |

| 9 |

| 0 |

| 3 |

| Primera Divisió | Segona Divisió |

CF Atlètic Amèrica ·
Atlètic Amèrica II ·
FC Santa Coloma-II ·
CE Carroi ·
UE Santa Coloma-II